# Denis Wiktorowitsch Kapustin
Denis Wiktorowitsch Kapustin (russisch Денис Викторович Капустин; * 5. Oktober 1970 in Kasan) ist ein ehemaliger russischer Leichtathlet. Er war 1994 Europameister im Dreisprung und gewann 2000 Olympiabronze. Bei einer Körpergröße von 1,90 m betrug sein Wettkampfgewicht 86 kg.
Noch für die Sowjetunion startend wurde Kapustin Junioreneuropameister 1989 und Vierter bei der Universiade 1991.
1993 bei den Weltmeisterschaften in Stuttgart belegte er den sechsten Platz mit 17,19 m. Bei den Halleneuropameisterschaften 1994 in Paris-Bercy gewann er mit 17,35 m Silber mit neun Zentimetern Rückstand auf seinen Landsmann Leonid Woloschin. Im Sommer bei den Europameisterschaften 1994 in Helsinki siegte er mit 17,62 m und sieben Zentimetern Vorsprung auf den Franzosen Serge Hélan.
Nach zwei schwächeren Jahren wurde Kapustin bei den Weltmeisterschaften 1997 in Athen mit 17,59 m Vierter, sechs Zentimeter hinter dem Bronzeplatz von Aliecer Urrutia. In Budapest bei den Europameisterschaften 1998 gewann Kapustin die Silbermedaille mit 17,44 m, lag allerdings mehr als einen halben Meter hinter dem Sieger Jonathan Edwards. Kurz vor den Europameisterschaften hatte Kapustin mit 17,65 m seine persönliche Bestleistung erzielt.
Bei den Weltmeisterschaften 1999 in Sevilla belegte Kapustin mit 16,89 m den neunten Platz. Im Jahr 2000 errang Kapustin seinen einzigen russischen Meistertitel. Bei den Olympischen Spielen in Sydney sprang er 17,46 m und gewann Bronze mit einem Zentimeter Rückstand auf den Kubaner Yoel García.